# Louis-Hippolyte Boileau
Louis-Hippolyte Boileau (Parigi, 1º ottobre 1878 – Parigi, 4 novembre 1948) è stato un architetto francese.

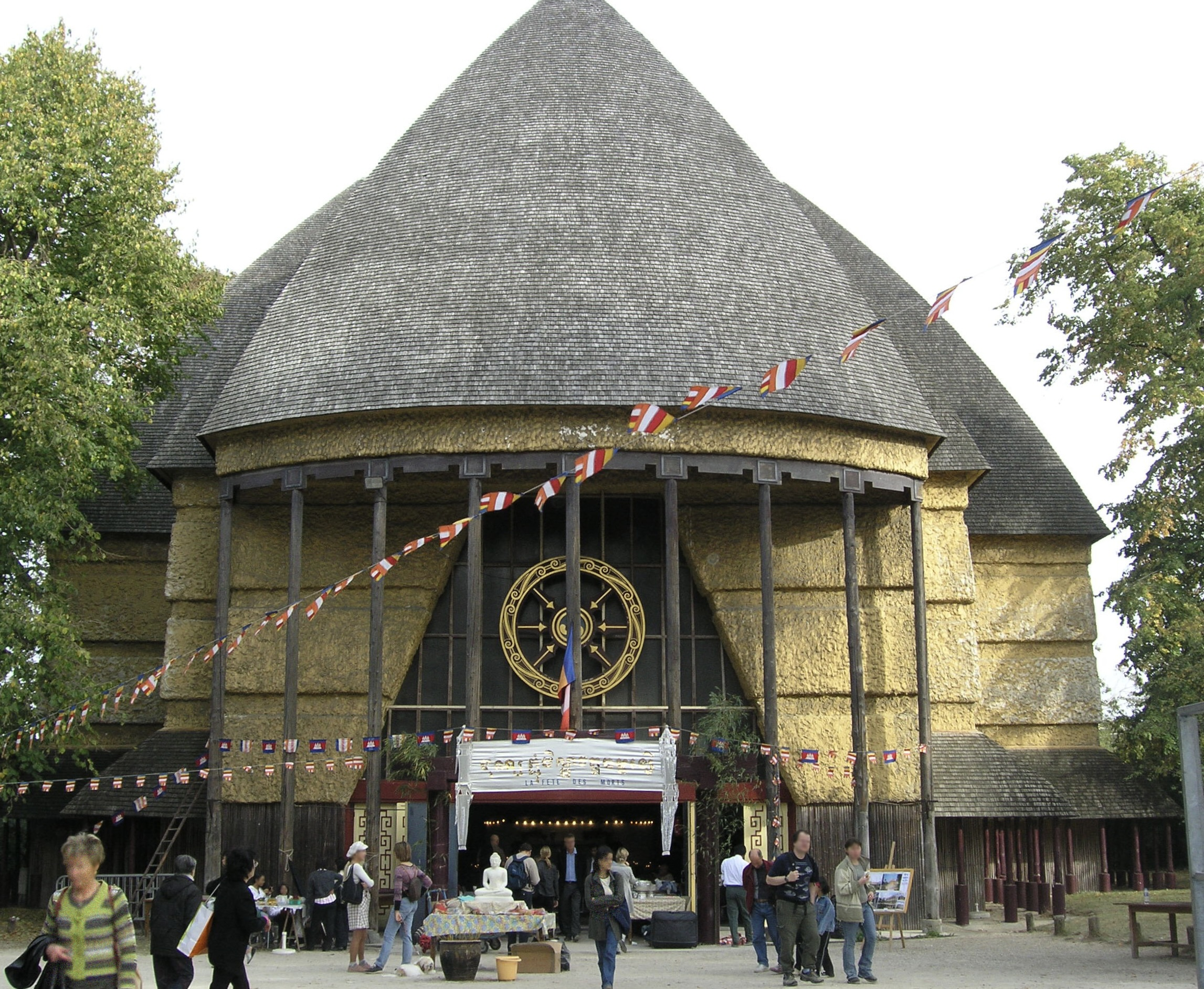
Padiglione del Togo all'Esposizione coloniale del 1931 nel Bois de Vincennes.

Era figlio dell'architetto Louis-Charles Boileau e nipote dell'architetto Louis-Auguste Boileau.

## Biografia
Nel marzo 1914 era iscritto nelle liste elettorali di Bagneux dove abitava con il padre in rue de Sceaux 2 (oggi rue Pablo-Neruda).
Fu membro del Salon d'Automne.

## Opere principali
- 1913: edificio al 53 e 55, quai d'Orsay a Parigi, con lo scultore Léon Binet.
- 1922: chiesa di Saint-Firmin a Cutry[2].
- 1924: annesso al Bon Marché, oggi grande negozio di alimentari, all'angolo tra rue du Bac e rue de Sèvres[3].
- 1924: scuola femminile al 173 di rue du Château-des-Rentiers a Parigi.
- 1925: Monumento ai caduti della guerra 1914-1918 di Longwy[4].
- 1925: ristorante Prunier al 16 avenue Victor-Hugo a Parigi.
- 1925: progetto del padiglione Pomone, laboratorio d'arte Bon Marché per l'Esposizione internazionale di arti decorative e industriali moderne di Parigi.
- 1927: tomba dei coniugi Laporte nell'86ª divisione del Cimitero di Père-Lachaise a Parigi.
- 1928: Hotel Plaza (Biarritz).
- 1930: Gruppo scolastico Ledru-Rollin a Parigi[5] a 4-12, rue Keller a Parigi.
- 1931: padiglioni del Togo[6] (attuale padiglione del centro buddista nel Bois de Vincennes) e del Camerun all'Esposizione coloniale del 1931, con Charles Carrière.
- 1937: Palais de Chaillot, in partecipazione.
- 1937: ingresso al centro fieristico Porte de Versailles, con Léon Azéma